# Stuart Hall (Rennfahrer)

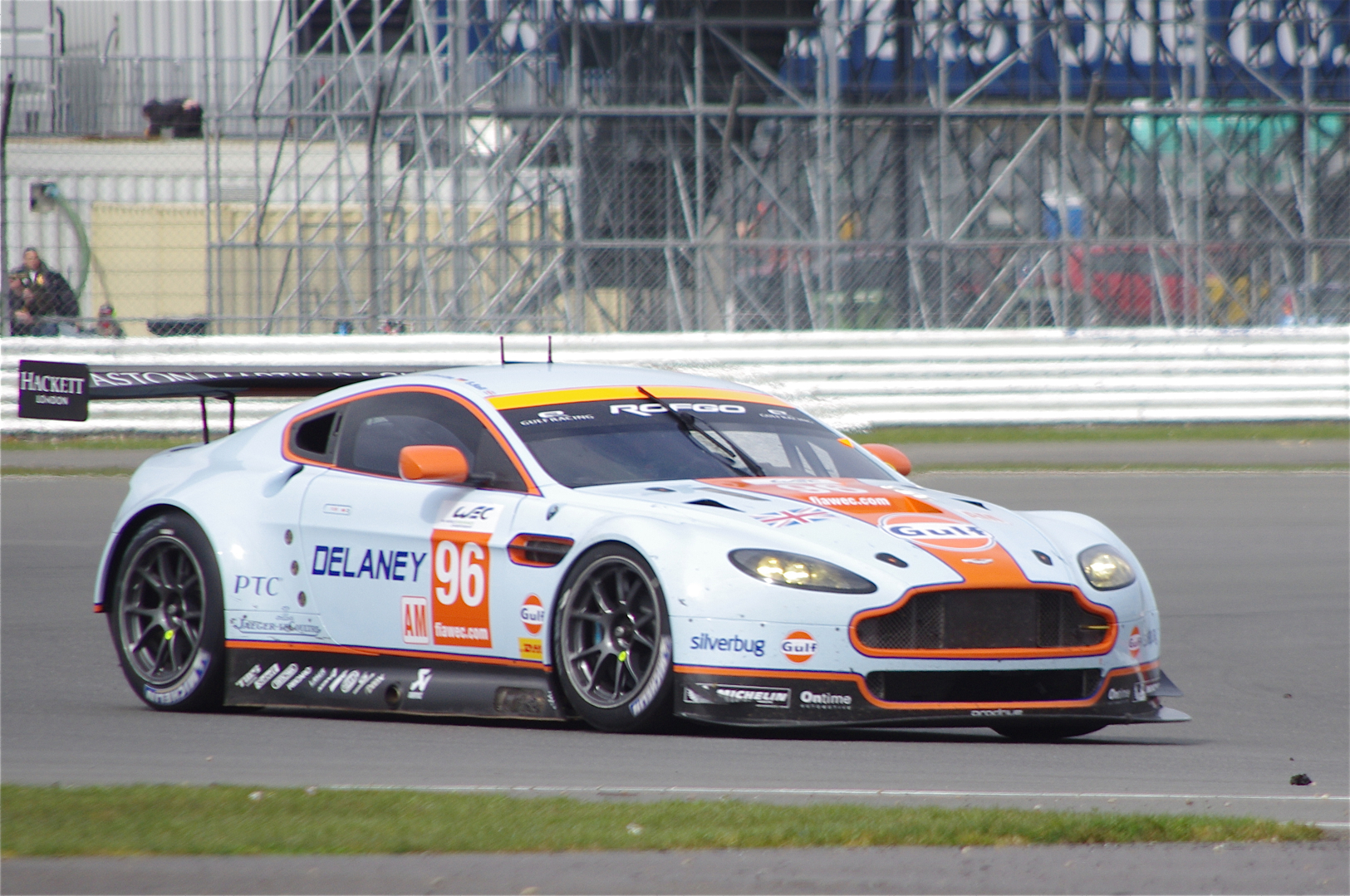
Der Aston Martin Vantage V8 von Roald Goethe, Jamie Campbell-Walter und Stuart Hall beim 6-Stunden-Rennen von Silverstone 2013

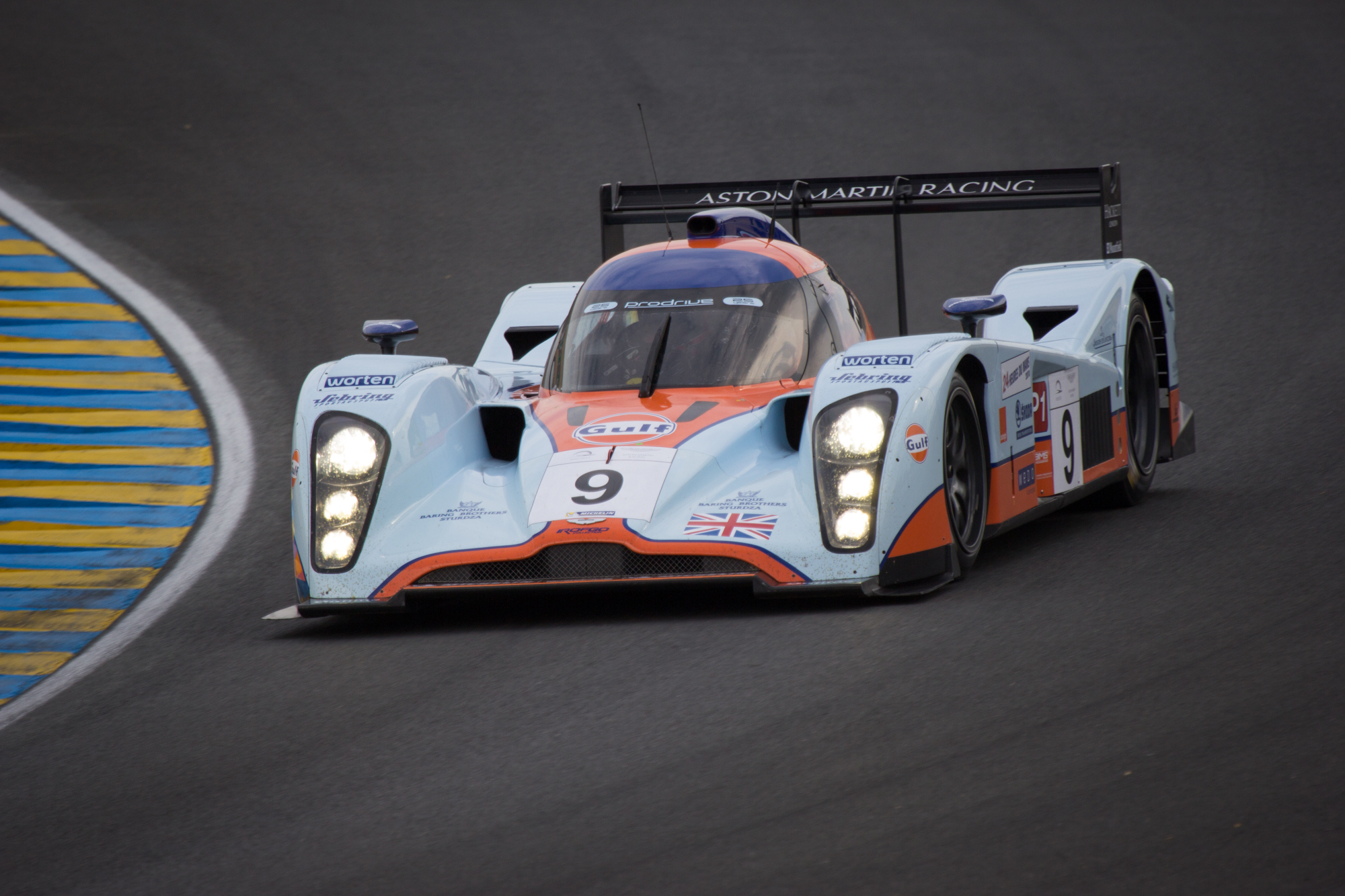
Stuart Hall im Lola-Aston Martin LMP1, beim Aston-Martin-Festival im Rahmen des 24-Stunden-Rennens von Le Mans 2015

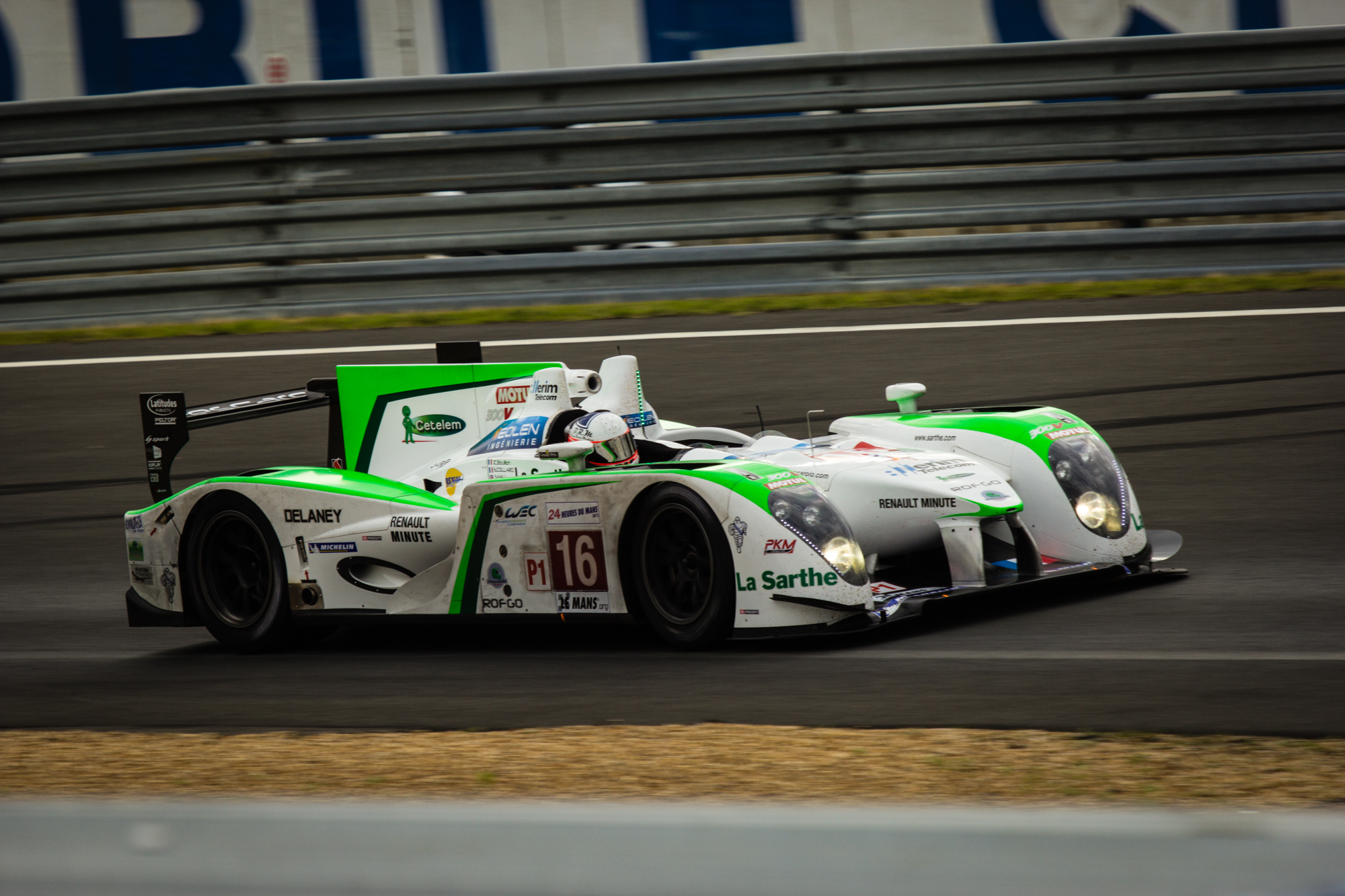
Der Pescarolo 03 2012 in Le Mans

Stuart Leslie Hall (* 18. Oktober 1984 in Chelmsford) ist ein britischer Automobilrennfahrer.

## Karriere im Motorsport

### Monopostosport
Stuart Hall begann im Alter von 16 Jahren mit dem Motorsport. Er gewann die britische T-Car-Meisterschaft 2000, eine Rennserie mit Silhouettefahrzeugen, in der nur Fahrer im Alter zwischen 14 und 17 Jahren startberechtigt waren. Im Endklassement lag Hall vor seine jungen Kollegen Tom Kimber-Smith und Tom Chilton.
Es folgten mehrere Jahre, in denen er in Monoposto-Nachwuchsformeln an den Start ging. Erste Etappe war die Formel Ford, wo er die britische Winterserie 2002 hinter Alx Danielsson, Tom Kimber-Smith und Oliver Jarvis Gesamtvierter wurde. 2003 wechselte er in die britische Formel-Renault-Meisterschaft, deren Winterserie er 2004 als Gesamtsieger beendete. Nach weiteren Rennen in der Formel Renault war er 2006 in der britischen Formel-3-Meisterschaft gemeldet. In der Gesamtwertung, die Mike Conway für sich entschied, platzierte er sich als Gesamtvierzehnter.

### Sportwagenrennen
2007 wechselte Hall in den Sportwagensport. Er unterschrieb einen Vertrag bei Rollcentre Racing und gab mit dem siebten Rang beim 1000-km-Rennen von Monza sein Debüt in der European Le Mans Series. Im selben Jahr gab er auch sein Debüt beim 24-Stunden-Rennen von Le Mans. Gemeinsam mit João Barbosa und Martin Short wurde er Gesamtvierter. Die LMP1-Wertung der Fahrer der Le Mans Series 2007 beendete er als Fünfter.
2009 erhielt er einen Werksvertrag bei Aston Martin Racing. Beim 24-Stunden-Rennen von Le Mans dieses Jahres war Hall in einer außergewöhnlichen Vorfall verwickelt. Hall bestritt das Rennen im Lola-Aston Martin LMP1; seine Partner waren der Schweizer Harold Primat und der Niederländer Peter Kox. Am Samstagnachmittag war er ins Visier der Rennleitung geraten. Nachdem er zum zweiten Mal innerhalb kurzer Zeit unerlaubt mit allen vier Rädern des Aston Martins die Strecke verlassen hatte, wurde er zu einer Stop-and-Go-Strafe an die Box befohlen. Wenig später kam es zu einer drastischeren Strafe. Zum ersten Mal in der Geschichte des Rennens wurde ein einzelner Fahrer während des Rennens disqualifiziert. Hall hatte beim Anfahren zur Ford-Schikane den Radical SR9 von Pierre Bruneau abgedrängt und dadurch einen heftigen Anprall des LMP2-Prototypen an der Mauer ausgelöst. Der Radical musste als irreparabel abgestellt werden. Die Rennleitung verhängte daraufhin eine drakonische Strafe und schloss Hall vom weiteren Rennen aus. Bis zu deren Ausfall mussten Primat und Kox das Rennen als Zweierteam weiterbestreiten.
Hall kehrte erst 2012 wieder nach Le Mans zurück. Es war ein Jahr, bevor er gemeinsam mit Jamie Campbell-Walter die Trophy der LMGTE-Am-Fahrer der FIA-Langstrecken-Weltmeisterschaft gewann. In Le  Mans 2012 fuhr er für das Team von Henri Pescarolo den inferioren Pescarolo 03. Der Pescarolo 03 war ein adaptierter Aston Martin AMR-One aus dem Vorjahr und war defektanfällig und schwer zu steuern. Im Training hatte Jean-Christophe Boullion einen Unfall und war nur widerwillig bereit das Rennen zu fahren. Die Fahrer wurde durch einen frühen Motorschaden erlöst das schwierige Fahrzeug weiter zu pilotieren.
2014 und 2015 ging Hall für den im Besitz von Roald Goethe befindlichen Aston Martin Vantage GTE in der FIA-Langstrecken-Weltmeisterschaft an den Start.

## Statistik

### Le-Mans-Ergebnisse
| Jahr | Team                 | Fahrzeug                 | Teamkollege              | Teamkollege           | Platzierung | Ausfallgrund |
| ---- | -------------------- | ------------------------ | ------------------------ | --------------------- | ----------- | ------------ |
| 2007 | Rollcentre Racing    | Pescarolo 01             | João Barbosa             | Martin Short          | Rang 4      |              |
| 2008 | Creation Autosportif | Creation CA07            | Johnny Mowlem            | Marc Goossens         | Rang 24     |              |
| 2009 | Aston Martin Racing  | Lola-Aston Martin LMP1   | Peter Kox                | Harold Primat         | Ausfall     | Motorschaden |
| 2012 | Pescarolo Team       | Pescarolo 03             | Jean-Christophe Boullion | Emmanuel Collard      | Ausfall     | Motorschaden |
| 2013 | Aston Martin Racing  | Aston Martin Vantage GTE | Roald Goethe             | Jamie Campbell-Walter | Rang 30     |              |
| 2015 | Aston Martin Racing  | Aston Martin Vantage GTE | Roald Goethe             | Francesco Castellacci | Ausfall     | Unfall       |